# Élections législatives néo-zélandaises de 1853
Les premières élections législatives en Nouvelle-Zélande ont lieu en 1853, s'étalant entre le 14 juillet et le 1er octobre. Il s'agit d'élire les trente-sept députés de la Chambre des représentants.

## Contexte et système politique
La Nouvelle-Zélande est annexée à l'Empire britannique en 1840 avec le Traité de Waitangi. La colonie est initialement sous l'autorité d'un gouverneur. Les colons réclament des droits politiques, et en 1852 le Parlement du Royaume-Uni adopte la loi New Zealand Constitution Act, conférant l'autonomie à la Nouvelle-Zélande et y créant un parlement bicaméral. Les membres de la chambre haute, le Conseil législatif, sont nommés par le gouverneur. Les membres de la chambre basse, la Chambre des Représentants, sont élus avec un mandat de cinq ans au suffrage censitaire masculin, par les sujets britanniques résidant dans la colonie âgés d'au moins 21 ans. Les Maori (de sexe masculin), étant des sujets britanniques, ont le droit de vote, s'ils remplissent les conditions établies par le mode de suffrage censitaire. La coutume maori étant celle de la propriété collective plutôt qu'individuelle, la quasi-totalité des Maori sont exclus du droit de vote,.
La mise en place d'un parlement ne signifie pas l'instauration d'un gouvernement responsable, qui adviendra néanmoins en 1856. L'exécutif, aux mains du gouverneur, échappe au contrôle de ce tout premier parlement, dont les pouvoirs sont limités. Il n'y a pas encore de premier ministre.
Le système électoral est le scrutin uninominal majoritaire à un tour, tout comme au Royaume-Uni. Les vingt-sept circonscriptions élisent chacune entre un et trois députés. Il y a 5 849 électeurs inscrits, dont une centaine de Maori. Il n'y a pas de partis politiques en Nouvelle-Zélande à cette date.